# White rainbow

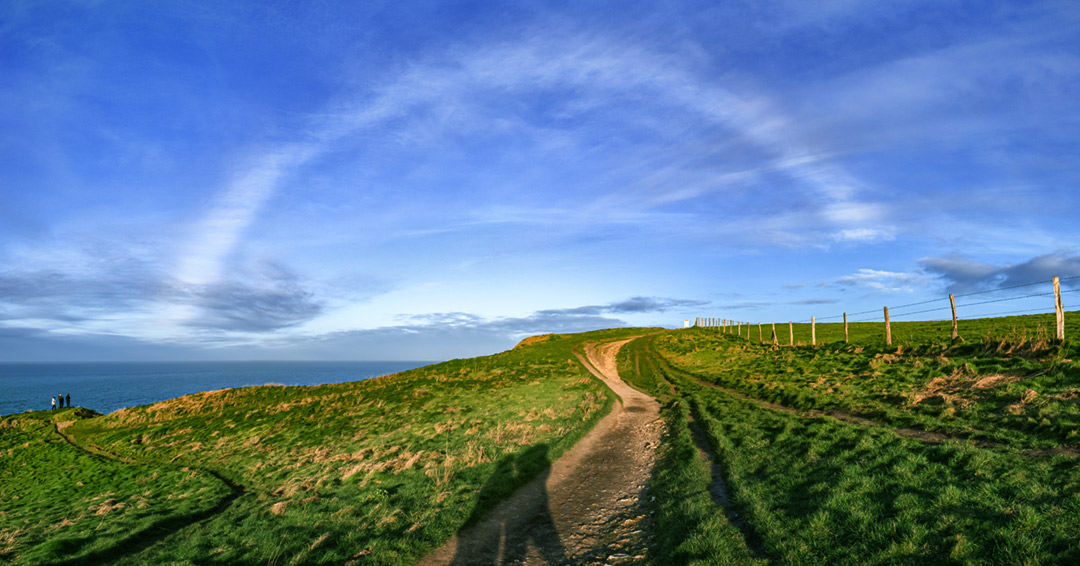
Witte regenboog (februari 2022)

White rainbow is een studioalbum van Mostly Autumn. Zoals de jaren voor dit album al gebruikelijk was, is ook dit album opgenomen in de Fairview Studios in Kingston upon Hull. Het album is opgedragen aan oudlid en mede-oprichter Liam Francis Davison (8 november 1967- 4 november 2017) en er wordt ook in de tekst aan gerefereerd in bijvoorbeeld Young: "Your guitar, was your heart. It never never lied." Leider van de band Bryan Josh trad tevens op als muziekproducent. Het album laat volgens IO Pages meer van hetzelfde horen, hetgeen soms irriteert, maar soms ook geruststelt.

## Musici
- Bryan Josh – zang, gitaar, toetsinstrumenten
- Olivia Sparnenn - zang, toetsinstrumenten, achtergrondzang
- Iain Jennings – toetsinstrumenten
- Andy Smit – basgitaar
- Chris Johnson - zang, gitaar, toetsinstrumenten en basigtaar op track 8
- Angela Gordon – (blok-)fluit, achtergrondzang
- Troy Donockley – Uilleann pipes (tracks 1 en 2)
- Henry Rogers – drumstel

## Muziek
| Nr. | Titel                              | Duur  |
| --- | ---------------------------------- | ----- |
| 1.  | Procession (Josh)                  | 2:33  |
| 2.  | Viking funeral (Josh)              | 10:29 |
| 3.  | Burn (Sparnenn)                    | 5:05  |
| 4.  | Run for the sun (Josh)             | 6:31  |
| 5.  | Western skies (Sparnenn, Jennings) | 7:02  |
| 6.  | Into the stars (Josh)              | 4:05  |
| 7.  | Up (Josh)                          | 7:06  |
| 8.  | The undertow (Johnson)             | 7:27  |
| 9.  | Gone (Josh, Sparnenn)              | 2:44  |
| 10. | White rainbow (Josh)               | 19:13 |
| 11. | Young (Josh)                       | 6:34  |

Voor liefhebbers werd een speciale tot 2000 gelimiteerde editie uitgegeven in november 2018; het bestond uit dezelfde cd, met toevoeging van een tweede disc met acht tracks: Cardboard ship (4:34), The gardener (4:18), Once upon a time (2:05), Coming home (4:17), Gone (extenden version, 7:30), Thanks (7:34), Eternally yours (4:25) en Just so you know (3:08).

## Toeval
het album kwam uit nadat in Nederland een Wolkenboog in het nieuws was geweest. Wolkenboog in het Brits is White rainbow.